# Alexej von Jawlensky
Alexej von Jawlensky (en russe : Алексей Георгиевич Явленский, transcription française : Alexeï Gueorguievitch Iavlenski, translittération : Aleksej Georgievič Âvlenskij), né le 13 mars 1864 à Torjok (Russie) et mort le 15 mars 1941 à Wiesbaden (Allemagne), est un peintre russe expressionniste.

## Biographie
Il est issu d'une famille de la petite noblesse militaire. La famille habite successivement plusieurs villes de la Russie Blanche et de l'actuelle Pologne au gré des affectations du père colonel dans l'armée impériale. Dans une église polonaise, il connaît sa première expérience religieuse significative en découvrant une icône aux vertus miraculeuses.
De 1877 à 1882, il étudie à l'École des Cadets de Moscou et voit pour la première fois une exposition de peinture en 1880 à l'Exposition mondiale, événement qui bouleverse sa vie. Il commence à peindre et visite régulièrement la Galerie Tretiakov.
Son père meurt en 1872. Le jeune Alexej entre à l'École militaire Alexandre et est nommé lieutenant en 1884, à l'âge de 20 ans, en poste à Moscou. Il habite en ville et fréquente les artistes et collectionneurs ; cet environnement stimule son intérêt pour la peinture. Il peint des paysages et la steppe tatare et, en 1889, il obtient son transfert pour Saint-Pétersbourg où se trouve l'Académie impériale des beaux-arts dont il suit les cours.
En 1890, il rencontre Ilia Répine, le grand peintre russe réaliste et romantique de l'époque. L'une des élèves de Répine est Marianne von Werefkin, fille du général commandant la forteresse Pierre-et-Paul et qui a déjà un certain nom comme peintre. En 1895, invité dans la propriété de famille des Werefkin, il rencontre Hélène Neznakomova qui deviendra sa femme en 1922 après lui avoir donné un fils, Andréas, en 1902. Jawlensky quitte l'armée en 1896 avec le grade de capitaine et, accompagné de Werefkin, part pour Munich suivre les cours d'Anton Ažbe, artiste et professeur reconnu à l'époque. Il rencontre Kandinsky qui a quitté la Russie un an auparavant. En 1898, il part pour l'été en Russie en compagnie de Werefkin et d'Hélène, puis visite Venise et quitte l'école d'Azbé peu après son retour à Munich. Sa production picturale d'alors est essentiellement des natures mortes peintes sur tout type de supports comme des chiffons lui servant de toile. Il part en Lituanie et, malade, retrouve Werefkin en 1901, en Crimée, pour sa convalescence. En 1902, Hélène Neznakomova met au monde leur fils unique Andréas.
En 1905, il travaille à Carantec, en Bretagne, et grâce à l'intervention de Diaghilev, Jawlensky envoie six toiles au Salon d'automne qui sont exposées dans la section russe. Il rencontre à cette occasion Henri Matisse.
De retour à Munich, il fait la connaissance du « nabi » et peintre-moine et mystique Jan Verkade et de Paul Sérusier qui lui font découvrir l'art de l'école de Beuron. Il achète en 1908 un tableau de Van Gogh et rencontre le danseur russe Alexandre Sakharoff qui devient son ami intime.
Jawlensky passe ses étés à Murnau, dans le sud de la Bavière, dans la « Maison des Russes », en compagnie de Werefkin, Kandinsky, et Gabriele Münter, tous des peintres qui font partie des fondateurs de la Nouvelle Association des Artistes de Munich (Neue Künstlervereinigung München) ou NKVM, qui tint sa première exposition à la galerie Thannhauser de Munich en décembre et qui donne naissance en 1912 au groupe nommé « Der Blaue Reiter » (Le Cavalier Bleu). À cette époque, Jawlensky rencontre Franz Marc et Emil Nolde. Il participe aux expositions du Sonderbund et à Neue Kunst chez Golz à Munich.
En 1914, première exposition de la Sécession munichoise (Neue Münchner Sezession), puis, après la déclaration de la guerre, Jawlensky se réfugie en Suisse à Saint-Prex avec Hélène et Marianne. Dans un grand isolement, il commence à peindre la vue qu'il a de sa fenêtre : c'est la série des Variations. Le peintre s'engage ainsi sur une voie qui le mène au plus grand dépouillement.
À Zurich, qui est devenu un lieu de rencontre pour les artistes et écrivains européens fuyant la guerre, Jawlensky fait la connaissance de Jean Arp, Wilhelm Lehmbruck et Marie Laurencin. Il commence ses séries des Têtes mystiques et des Visions du Messie.
De 1918 à 1921, il s'installe à Ascona et commence la série des Têtes Abstraites. Il rencontre le poète Rainer Maria Rilke et le sculpteur Archipenko. En 1921, il quitte Ascona et s'installe à Wiesbaden.
Après sa séparation d'avec Werefkin, il épouse Hélène Nesnakomoff en 1922. En 1924, Emmy Scheyer crée le groupe des « Quatre bleus », comprenant Jawlensky, Lyonel Feininger, Paul Klee et Kandinsky, pour promouvoir leurs œuvres aux États-Unis sur la Côte Ouest. Il rencontre Lisa Kümmel en 1927 qui va l'aider à classer et cataloguer son œuvre pendant les dernières années de sa vie.
Dès 1929, Jawlensky est de plus en plus affecté par l'arthrite qui l'oblige à peindre avec les deux mains, et finit par le paralyser.
Son art a été déclaré "dégénéré" par les nazis en 1937 et 72 de ses œuvres ont été confisquées dans les collections des musées allemands.
En 1938, il cesse de peindre ; il finit de dicter ses mémoires à Lisa Kümmel. Marianne von Werefkin meurt le 6 février 1938 à Ascona. Jawlensky meurt à Wiesbaden le 15 mars 1941, à l'âge de soixante-dix-sept ans. Il est inhumé au cimetière russe de Wiesbaden.

## Œuvres
- Champ de blé près de Carantec, 1905
- Forêt de Wassenburg en automne, 1907,
- Wassenburg on the Inn, 1907,
- Abend in Murnau, 1908, Munich
- Portrait d'Alexandre Sakharoff, 1909, Munich
- La dame à l'éventail, 1909, Wiesbaden
- La jeune fille aux pivoines, 1909, Wuppertal
- Jeune fille au chapeau à fleurs, 1910
- Nikita, 1910, Wiesbaden
- Der Buckel, 1911
- Tête de femme
- Autoportrait, 1912, Wiesbaden
- La dame au chapeau bleu, 1912/13, Mönchengladbach
- Femme espagnole, 1913, München
- Variations-Nuit à Saint-Prex, 1916, Huile sur papier à trame de lin sur carton, 35,8 × 27,1 cm, Lenbachhaus, Munich.
- Das Gebet, 1922, Munich
- Tête de femme "Méduse", Lumière et Ombre, 1923, Huile sur carton, 42 × 31 cm, musée des beaux-arts de Lyon
- Abstrakter Kopf : Rotes Licht, 1930, Wiesbaden
- Meditation, 1936, Kaiserslautern
- Die Barenfamilie
- Le Voile rouge, musée Thyssen-Bornemisza

### Collections publiques
Liste non exhaustive. Les sources indiquées donnent accès à la visualisation des œuvres. Les lieux sont classés par ordres alphabétiques (pays puis ville et noms).
Le musée Ludwig de Cologne ainsi que la Lenbachhaus de Munich ont des collections particulièrement importantes. Grâce à la Fondation Im Obersteg, le musée d'Art de Bâle (Kunstmuseum Basel) est également devenu, en 2004, un lieu présentant une collection  représentative de l'œuvre du peintre, couvrant une très grande partie de sa carrière.

#### Allemagne
Brême, Kunsthalle
- Stillleben (Nature morte) (1908) huile sur carton 64 x 53 cm[3]

Cologne, Museum Ludwig, 
- Olivenhain (Oliveraie) (1907) huile sur carton 53 x 76 cm[4]
- Stillleben mit blauer Kanne und Figur (Nature morte avec cruche bleue et figurine) (vers 1908) huile sur carton 50 x 69 cm[5]
- Stillleben mit Äpfeln und blauer Tasse (Nature morte aux pommes et à la tasse bleue) (vers 1908) huile sur toile 52 x 50 cm[6]
- Stillleben mit Vase und Krug (Nature morte avec vase et cruche) (1909) huile sur carton 49,5 x 43,5 cm[7]
- Stillleben mit braunem Krug (Nature morte à la cruche marron) (1909) huile sur carton 70,5 x 58,5 cm[8]
- Rote Giebel (Fronton rouge) (1910) huile sur carton 33 x 45 cm[9]
- Frauenkopf mit Blumen im Haar (Tête de femme aux fleurs dans les cheveux) (1911) huile sur carton 53,8 x 49,6 cm[10]
- Haus in Bäumen (Maison dans les arbres) (1911) huile sur carton 54 x 49,5 cm[11]
- Märchenprinzessin mit Fächer (Princesse de conte de fées à l'éventail) (1912) huile sur carton 65,5 x 54 cm[12]
- Palmen in Bordighera (Palmiers à Bordighera) (1914) huile sur toile 53 x 50 cm[13]
- Variation (1916) huile sur carton 37,8 x 26,2 cm[14]
- Frauenkopf (Tête de femme) (vers 1917) huile sur carton toilé 36,2 x 27,2 cm[15]
- Kopf (Tête) (vers 1918) encre de Chine, aquarelle, papier (déchiré), stylo 18,6 x 15,3 cm[16]
- Konstruktiver Kopf (Tête constructive) (1930) huile sur carton 20,5 x 13 cm[17]
- Stillleben mit Äpfeln (Nature morte aux pommes) (1937) huile sur toile sur carton 28,5 x 24,8 cm[18]

Cologne, Wallraf-Richartz-Museum & Fondation Corboud
- Straße in Oberbayern (Route en Haute-Bavière) (1904) huile sur carton[19]

Düsseldorf, Kunstpalast
- Mädchenbildnis (Portrait de jeune fille) (1909) huile sur carton 92 x 67.2 cm[20]
- Kopf - rot (Tête - rouge) (1934) huile sur carton 17.8 x 13 cm[21]
- Kopf - gelb grün blau schwarz (Tête - jaune vert bleu noir) (1934) huile sur carton 17 x 13.2 cm[22]
- Christuskopf (Tête de Christ) (1934) huile sur carton 18 x 13.8 cm[23]

Essen, Museum Folkwang
- Mittelmeer bei Marseille (Méditerranée près de Marseille) (1906) huile sur carton 45,5 x 66 cm
- Abstrakter Kopf: Letztes Licht (Tête abstraite: lumière ultime) (1925) huile sur carton 43 x 33 cm[24]

Francfort sur le Main, Staedel Museum 
- Stillleben mit violetter Schale (Nature morte à la coupe violette) (1912) huile sur carton 49,8 x 53,5 cm[25]
- Abstrakter Kopf: Sinfonie in Rosa (Tête abstraite : symphonie en rose) (1929) huile sur toile, contrecollée sur carton 36,6 x 27,7 cm[26]

Hambourg, Hamburger Kunsthalle
- Stillleben mit Figur, Früchten und Landschaft (Nature morte avec personnage, fruits et paysage) (vers 1909-1910) huile sur carton 44 x 50 cm[27]
- Gebirgsdorf (vers 1910) huile sur carton 33 x 45 cm[28]
- Stillleben mit Begonie (Nature morte aux bégonias) (1911) huile sur carton 71 x 75,5 cm[29]
- Das Oy-Tal bei Oberstdorf (La Vallée de l'Oy près d'Oberstdorf) (vers 1912) huile sur carton 33 x 45 cm[30]

Karlsruhe, Kunsthalle 
- Oberstdorfer Landschaft (Paysage à Oberstdorf) (1912) huile sur carton 53 x 64 cm[31]

Kochel am See, Franz Marc Museum
- Murnau (1908) huile sur carton 48.5 x 53 cm[32]

Munich, Lenbachhaus
- Hyazinthe (Jacinthe) (1902) huile sur carton 55,5 x 34,8 cm[33]
- Füssen (1905) huile sur carton 38 x 49,9 cm[34]
- Der Bucklige (Le Bossu) (1906) huile sur carton 49,7 x 52,8 cm[35]
- Porträt Hedwig Kubin (Portrait d'Hedwige Kubin) (1906) huile sur carton 74,2 x 56,3 cm[36]
- Skizze aus Murnau (Croquis de Murnau) (1908-1909) huile sur carton 33,1 x 40,6 cm[37]
- Sommerabend in Murnau (Soir d'été à Murnau)  (1908-1909) huile sur carton 33,6 x 45,2 cm[38]
- Murnauer Landschaft (Paysage des environs de Murnau) (1909) huile sur carton 49,7 x 53,6 cm[39]
- Bildnis des Tänzers Alexander Sacharoff (Portrait du danseur Alexander Sakharoff) (1909) huile sur carton 69,5 x 66,5 cm[40]
- Sitzender weiblicher Akt (Nu féminin assis) (vers 1910) huile sur carton 70 x 42 cm[41]
- Stillleben mit Früchten (Nature morte aux fruits) (vers 1910) huile sur carton 48,3 x 67,9 cm[42]
- Reife (La Maturité) (vers 1912) huile sur carton 53,5 x 49,5 cm[43]
- Spanierin (Espagnole) (1913) huile sur carton 67 x 48,5 cm[44]
- Nacht in St. Prex (Nuit à Saint-Prex) (1916) huile sur carton 36 x 27,2 cm[45]
- Mystischer Kopf: Meditation (Tête mystique: méditation) (1918) huile sur carton 40,1 x 30,8 cm[46]
- Meditation 'Das Gebet' (Méditation «La prière») (1922) huile sur carton 39,5 x 30 cm[47]
- Liebe (L'Amour) (1925) huile sur carton 59 x 49,9 cm[48]
- Meditation auf Goldgrund (Méditation sur fond d'or) (1936) huile sur carton 14 x 11 cm[49]

Munich, Bayerische Staatsgemäldesammlungen - Sammlung Moderne Kunst  in der Pinakothek der Moderne
- Küste bei Caranteque (La Côte près de Carantec) (1905-1906) huile sur carton 47,5 x 50,5 cm[50]
- Landschaft aus Caranteque mit Frau (Paysage de Carantec avec femme) (1905-1906) huile sur carton 52,8 x 49,2 cm[51]
- Länglicher Kopf in Braunrot - Großer Frauenkopf auf Rot (Tête allongée en brun rouge - Grande Tête de femme sur fond rouge) (1913) huile sur carton 68,8 x 49,9 cm[52]

Münster, LWL-Museum für Kunst und Kultur 
- Kopf (Tête) (1912) huile sur toile 54 x 50.5[53]

Remagen, Arp Museum Bahnhof Rolandseck
- Maria II (1901) huile sur toile 74.8 x 62.8[54]

Stuttgart, Staatgalerie
- Herbstlandschaft (Paysage d'automne) (1907) huile sur carton 32 x 40 cm[55]
- Die weiße Feder - Der Tänzer Alexander Sacharoff (La Plume blanche - Le Danseur Alexander Sakharoff) (1909) huile sur carton 101 x 69 cm[56]
- Variation mit Regenbogen (Variation avec arc-en-ciel) (vers 1915) huile sur toile, montée sur carton[57]

Wuppertal, Von der Heydt Museum
- Mädchen mit Pfingstrosen (Jeune fille aux pivoines) (1909) huile sur carton 101 x 75 cm[58]

#### Autriche
Vienne, Albertina Museum
- Kornfeld bei Carantec (Champ de blé à Carantec) (vers 1905) huile sur carton 49 x 52,5 cm[59]
- Mädchen mit Blumenhut (Jeune fille au chapeau à fleurs) (1910) huile sur carton 67,5 x 49 cm[60]
- Bunter Berg im Tal bei Oberstdorf (Couleurs sur la montagne dans la vallée près d'Oberstdorf) (1912) huile sur carton 33 x 44,7 cm[61]
- Stillleben mit Flasche, Brot und roter Schwalbentapete (Nature morte avec bouteille, pain et papier peint aux hirondelles rouges) (1915) huile sur carton 36 x 55 cm[62]

Vienne, Österreichische Galerie Belvedere
- Dame vor blauem Grund (Dame sur fond bleu) (1908) huile sur carton 54 x 45 cm[63]
- Damenbildnis (Portrait d'une dame) (vers 1908) huile sur carton, marouflé sur toile 65,5 x 44,5 cm[64]
- Selbstbildnis (Autoportrait) (1912) huile sur carton, marouflé sur toile 65,5 x 44,5 cm[65]

#### Canada
Hamilton, McMaster University Museum of Art
- Murnau Landschaft mit drei Heuhafen (Paysage de Murnau avec trois meules de foin) (1908-09) huile sur carton 33 x 42.6 cm[66]

#### Espagne
Madrid, Museo Nacional Thyssen-Bornemisza
- Enfant à la poupée (1910)  huile sur carton 61 x 50.5 cm[67]
- Le Voile rouge (1912) huile sur carton 64,5 x 54 cm[68]

#### États-Unis
Buffalo, Albright-Knox Art Gallery
- Spanier (1909) huile sur carton 74.9 x 50.8 cm[69]

Cambridge, Harvard Art Museums
- Frauenportrait (Tête de femme) (vers 1911) huile sur carton 43.1 x 32.3 cm[70]
- Komposition Nr 1, Sonnenaufgang (Composition n°1, Lever de soleil) (vers 1924) huile sur panneau 42 x 30.5 cm[71]

Chicago,Art Institute
- Jeune fille au visage vert (1910) huile sur panneau 53.1 × 49.7 cm[72]

Cincinnati Art Museum
- Femme assise (1911) huile sur panneau 71.4 x 50.2 cm[73]

Columbus Museum of Art
- Schokko with Red Hat (1909) huile sur toile 75.6 x 65.7 cm[74]

Dallas, Museum of Art
- Meditation (1936) huile sur toile montée sur panneau 17.8 x 13.3 cm[75]

Des Moines Art Center
- Waldweise, Reicharthausen (1904) huile sur panneau 26.8 × 42.9 cm[76]
- Abstrakter Kopf: Inneres Schauen-Grau-Blau-Rosa (1927) huile sur panneau 43.2 × 33.8 cm[77]
- Meditation 68 (1937) huile sur papier marouflé sur panneau 25.1 × 15.9 cm[78]

Houston, Museum of Fines Arts
- Portrait d'une femme (1912) huile sur carton 53 × 49.5 cm[79]

Louisville, Speed Art Museum
- Abstract Head: Autumn and Dying (1923) huile sur panneau 34.9 x 25 cm[80]

Milwaukee Art Museum
- Stilleben mit Vase und golden Hyazinthen (Nature morte au vase et aux jacinthes d'or) (1902) huile sur toile 65.4 x 41.3 cm[81]
- Schlafende (Endormie) (1910) huile sur carton monté sur bois 70.5 × 50.8 cm[82]
- Le Jardinier (1912) huile sur carton 53 x 49.2 cm[83]
- Paysage (1915) huile sur toile sur carton 52.5 × 35.4 cm[84]
- Jeune fille napolitaine (1916) huile sur papier 34.3 × 27.9 cm[85]
- Blasses Mädchen mit Roten Haaren (Jeune fille pâle aux cheveux roux) (1911-1912) huile sur carton 54 × 50.8 cm[86]

Minneapolis, Walker Art Center
- Akt (1912) huile sur panneau 53 x 49.5 cm[87]

New York, Museum of Modern Art
- Tête (vers 1910) huile sur toile sur carton 41 x 32.7 cm[88]
- Große Meditation (Grande Méditation) (1936) huile sur papier texturé sur panneau 24.8 x 18.5 cm[89]

New York, Solomon R.Guggenheim Museum
- Hélène portant un turban coloré (1910) huile sur carton 94.2 x 81 cm[90]

Norfolk, Chrysler Museum of Art
- Jeune Sicilienne au châle bleu (1913)[91]

Oberlin, Allen Memorial Art Museum
- Tête de femme (vers 1912) huile sur carton 53.4 x 48.5 cm[92]

Philadelphia Museum of Art
- Lèvres violettes (1912) huile sur carton 53.7 x 49.5 cm[93]
- Tête abstraite: vision nocturne intérieure (1923) huile sur carton 42.2 x 32.4 cm[94]
- Tête abstraite: vision rosée intérieure (1926) huile sur carton 54 x 47.6 cm[95]

Raleigh, North Carolina Museum of Art
- Nature morte (vers 1906) huile sur panneau 47.6 x 36.2 cm[96]
- Tête (vers 1924) huile sur carton collé sur toile 43.8 x 35.4 cm[97]

Saint Petersburg Museum of Fine Arts
- Wasserburg am Inn (1907) huile sur panneau[98]

San Francisco Museum of Modern Art
- Frauenkopf (1913) huile sur panneau 54 x 49.5 cm[99]
- Kopf: Rotes Licht (1926) huile et cire sur carton 53.3 x 48.3 cm[100]

Seattle Art Museum
- Mondlicht (1925) huile sur panneau 41.9 x 32.4 cm[101]
- Warmes Licht (1931) huile sur panneau 43.2 x 33 cm[102]

Stanford University, Cantor Art Center 
- Meditation (1936) huile 21.9 x 11.8 cm[103]

Washington, National Gallery of Art
- Nature morte avec bouteilles et fruits (1900) huile sur toile 48 x 49.2 cm[104]
- Murnau (1910) huile sur panneau 32.9 x 42.3 cm[105]
- Jour de givre (1915) huile sur carton entoilé 26.7 x 35.6 cm[106]
- Sentier rouge, Saint-Prex (1915) huile sur papier sur carton 27.3 x 36.2 cm[107]
- Dimanche de Pâques (1932) huile sur panneau 34.9 x 25.4 cm[108]

#### France
Lyon, musée des Beaux-Arts
- Tête de femme "Méduse", Ombre et Lumière (1923) huile sur carton 42 x 31 cm[109]

Paris, musée national d'Art Moderne - Centre Georges-Pompidou
- Village de Murnau (vers 1909) huile sur carton sur panneau 33 x 40.7 cm[110]
- Byzantinerin - Helle Lippen (Byzantine - Lèvres pâles) (1913) huile sur carton 64 x 53,5 cm[111]
- Variation (1920) huile sur papier contrecollé sur carton 38 x 27 cm[112]
- Abstrakter Kopf: Morgengrauen (Tête abstraite: Aube) (1928) huile sur carton 42,6 x 31,9 cm[113]

#### Israel
Jerusalem, musée d'Israel
- La Mantille bleue (1913) huile sur carton 49.5 x 68.5 cm[114]

Tel Aviv, musée d'Art
- Femme blonde (1911) huile sur carton 53 x 49 cm[115]

#### Liechtenstein
Vaduz, Kunstmuseum Liechtenstein
- Stillleben (Nature morte) (1913) huile sur carton 68 x 49.5 cm[116]
- Variation: Spätsommer Nachmittag (Variation: Après-midi de fin d'été) huile sur carton toilé 36.3 x 27.8 cm[117]

#### Pays-Bas
La Haye, Kunstmuseum
- Tête de femme (1911) huile sur carton 55.2 x 51.3[118]
- Paysage près d'Oberstdorf (1912) huile sur carton 51.5 x 54.9[119]

#### Royaume-Uni
Cardiff, National Museum
- Scène côtière à la colline rouge (1911) huile sur toile 33.5 x 45.8 cm[120]

Edimbourg, Scottish National Gallery of Modern Art
- Fleurs dans un vase, huile sur papier 18 x 12 cm[121]
- Frauenkopf (Tête de femme) (vers 1911) huile sur carton sur contreplaqué 52.2 x 50.2 cm[122],[123]

#### Russie
Saint-Pétersbourg, musée de l'Ermitage
- Landschaft mit roten Dach (Paysage au toit rouge) (vers 1911) huile sur carton 53 x 32,5 сm[124]

#### Suisse
Bâle, Kunstmuseum
- Die Mutter des Künstlers (Mère de l'artiste) (1890) huile sur toile, marouflée sur carton 24 x 18 cm[125]
- Dorf Murnau (le Village de Murnau) (1908) huile sur carton à peindre 49 x 53.5 cm[125]
- Kind (Enfant) (vers 1909) huile et détrempe sur carton toilé 53.5 x 50 cm[125]
- Selbstbildnis (Autoportrait) (1911) huile sur carton toilé 54 x 51 cm[125]
- An der Ostsee (Sur les Bords de la Baltique) (1911) huile sur carton toilé 50 x 54 cm[125]
- Jünglingskopf (Tête de jeune homme) (1911) huile sur carton 53.5 x 49.5 cm[125]
- Braune Locken (Boucles brunes) (1913) huile sur carton 53.5 x 49.5 cm[125]
- Große Variation (Grande Variation) (1915) huile et crayon sur papier toilé, couché sur panneau 52 x 37.5 cm[125]
- Stillleben (Nature morte) (1915) huile et crayon sur papier toilé, collé sur carton 51.5 x 36.5 cm[125]
- Variation: Strenger Winter (Variation: Hiver rigoureux) (1916)  huile et crayon sur papier toilé, collé sur carton 36 x 27 cm[125]
- Variation: Nacht (Variation: Nuit) (1916)  huile sur papier toilé, collé sur carton 35.5 x 27 cm[125]
- Variation: Dämmerung (Variation: Crépuscule) (vers 1916) huile sur carton toilé 36 x 27 cm[125]
- Variation: Der orange Weg (Variation: Le chemin orange) (1916) huile et fusain sur carton toilé 37.5 x 26 cm[125]
- Mystischer Kopf: Mädchenkopf  (Tête mystique: Tête de jeune fille) (1918) huile sur papier couché sur carton 40 x 30 cm[125]
- Weiblicher Kopf (Tête féminine) (1919-1920) huile sur papier toilé, marouflé sur carton 38.5 x 29 cm[125]
- Abstrakter Kopf: Schwarz-Gelb-Violett (Tête abstraite: Noir-Jaune-Violet) (1922) huile sur carton toilé 36 x 27.5 cm[125]
- Abstrakter Kopf: Mysterium (Tête abstraite: Mystère) (1925) huile sur carton toilé 42.5 x 32.5 cm[125]
- Abstrakter Kopf: Inneres Schauen Grün-Gold (Tête abstraite: Vision intérieure vert-or) (1926) huile sur carton toilé 34.5 x 24.5 cm[125]
- Abstrakter Kopf: Abend (Tête abstraite: Soir) (1927) huile et fusain sur carton toilé 43 x 33.5 cm[125]
- Abstrakter Kopf - Konstruktiver Kopf (Tête abstraite - Tête constructive) (vers 1930) huile sur papier à peindre, contrecollé sur carton 42.5 x 32.5 cm[125]
- Abstrakter Kopf: Rosa-Hellblau (Tête abstraite: Rose-Bleu clair) (1929) huile sur carton 37 x 27 cm[125]
- Abstrakter Kopf: Gold und Rosa (Tête abstraite: Or et Rose) (1931) huile sur carton toilé 42.5 x 32.5 cm[125]
- Abstrakter Kopf: Apoll (Tête abstraite: Apollon) (1931) huile sur carton toilé, contrecollé sur panneau latté 43 x 33 cm[125]
- Meditation N. 30 (1934) huile sur papier collé sur carton 15.5 x 12 cm[125]
- Meditation N. 33 (1935) huile sur papier collé sur carton 20.5 x 13.5 cm[125]
- Meditation N. 57 (1935) huile sur papier collé sur carton 17 x 12.5 cm[125]
- Meditation N. 133 (1935) huile sur papier collé sur carton 18 x 13.5 cm[125]

## Galerie

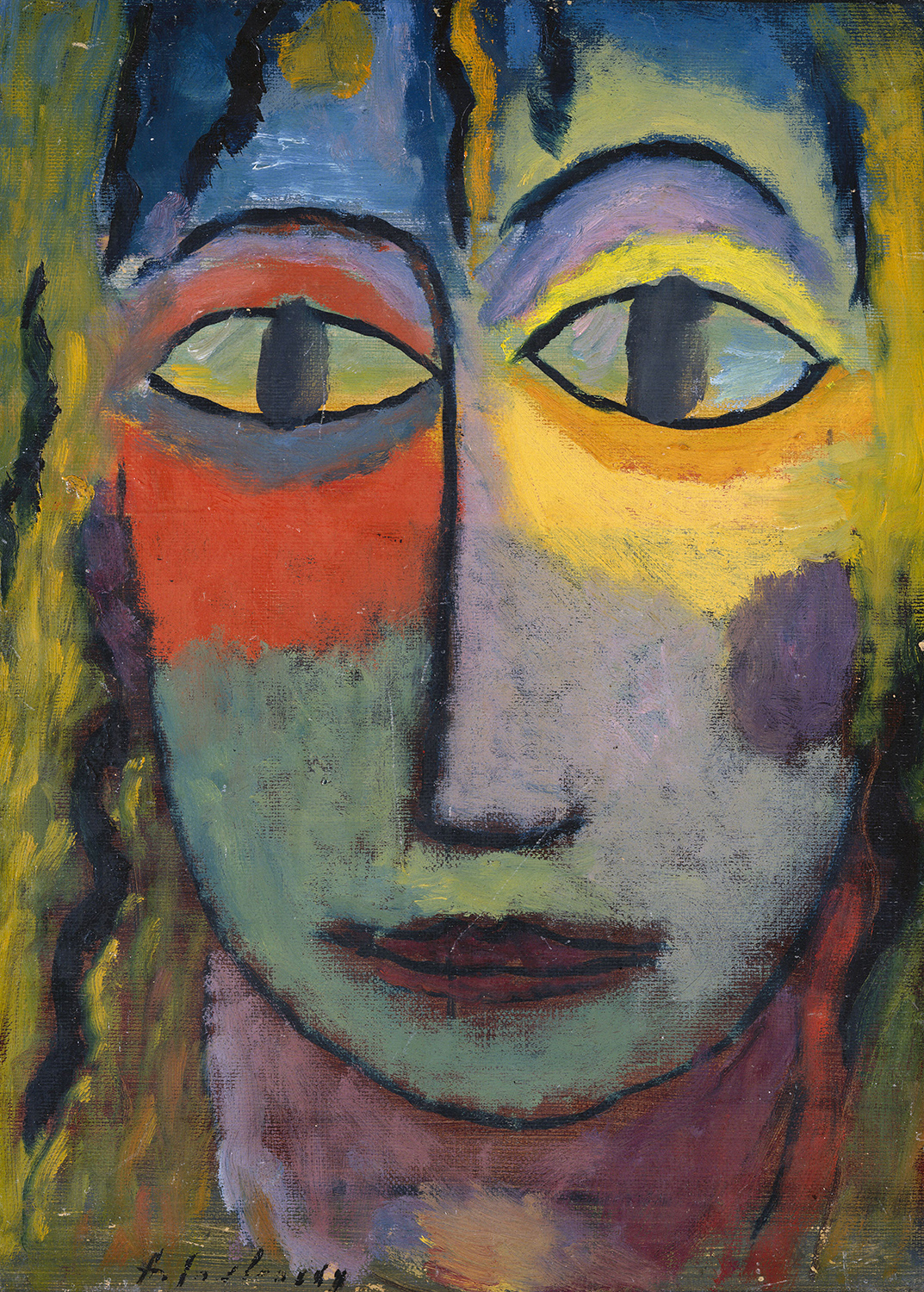
Alexej von Jawlensky, Tête de femme "Méduse", Lumière et Ombre (1923), Lyon musée des beaux-arts de Lyon
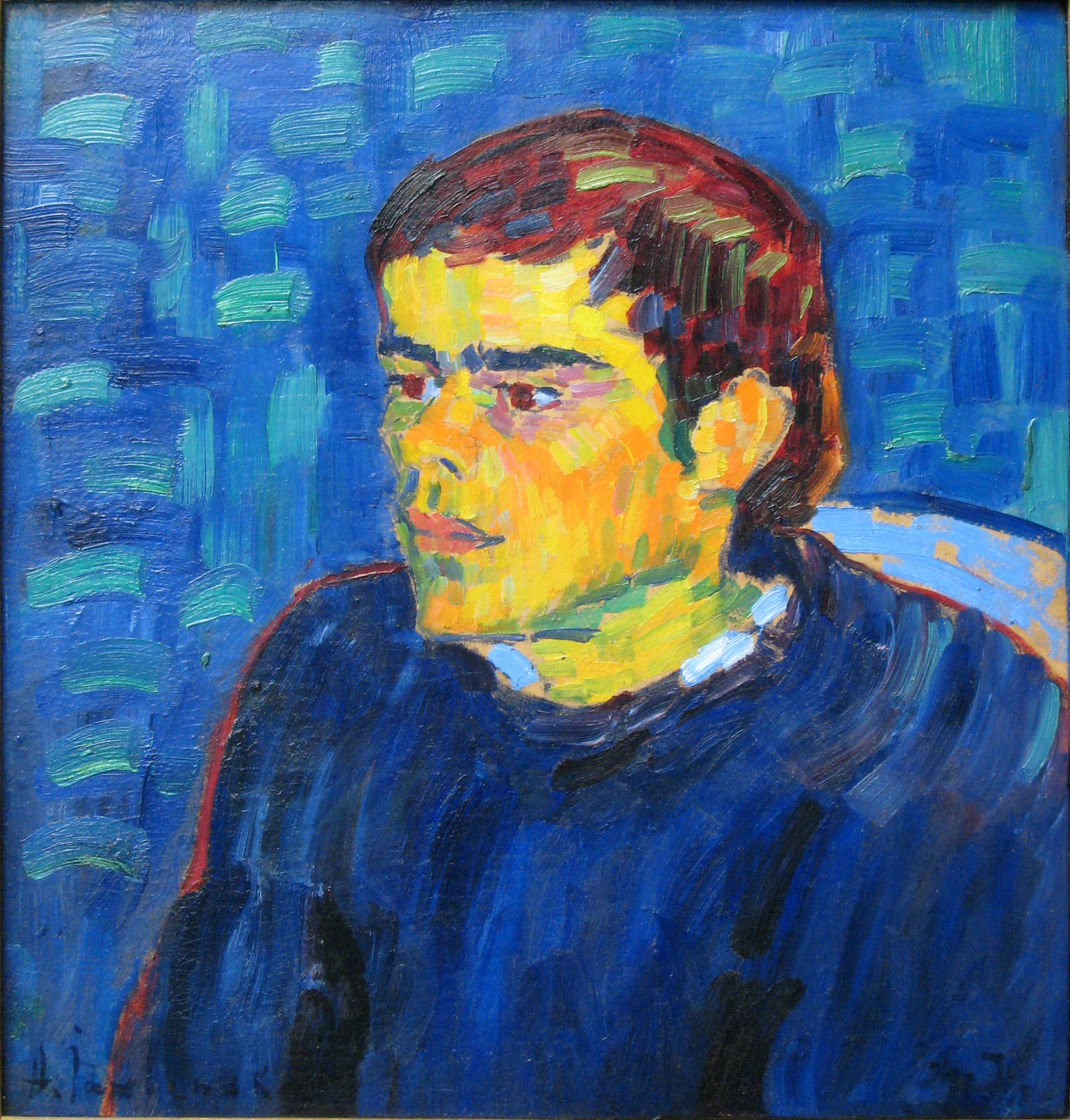
Der Glöckner (Le Bossu) (1905), Musée Lenbachhaus, Munich
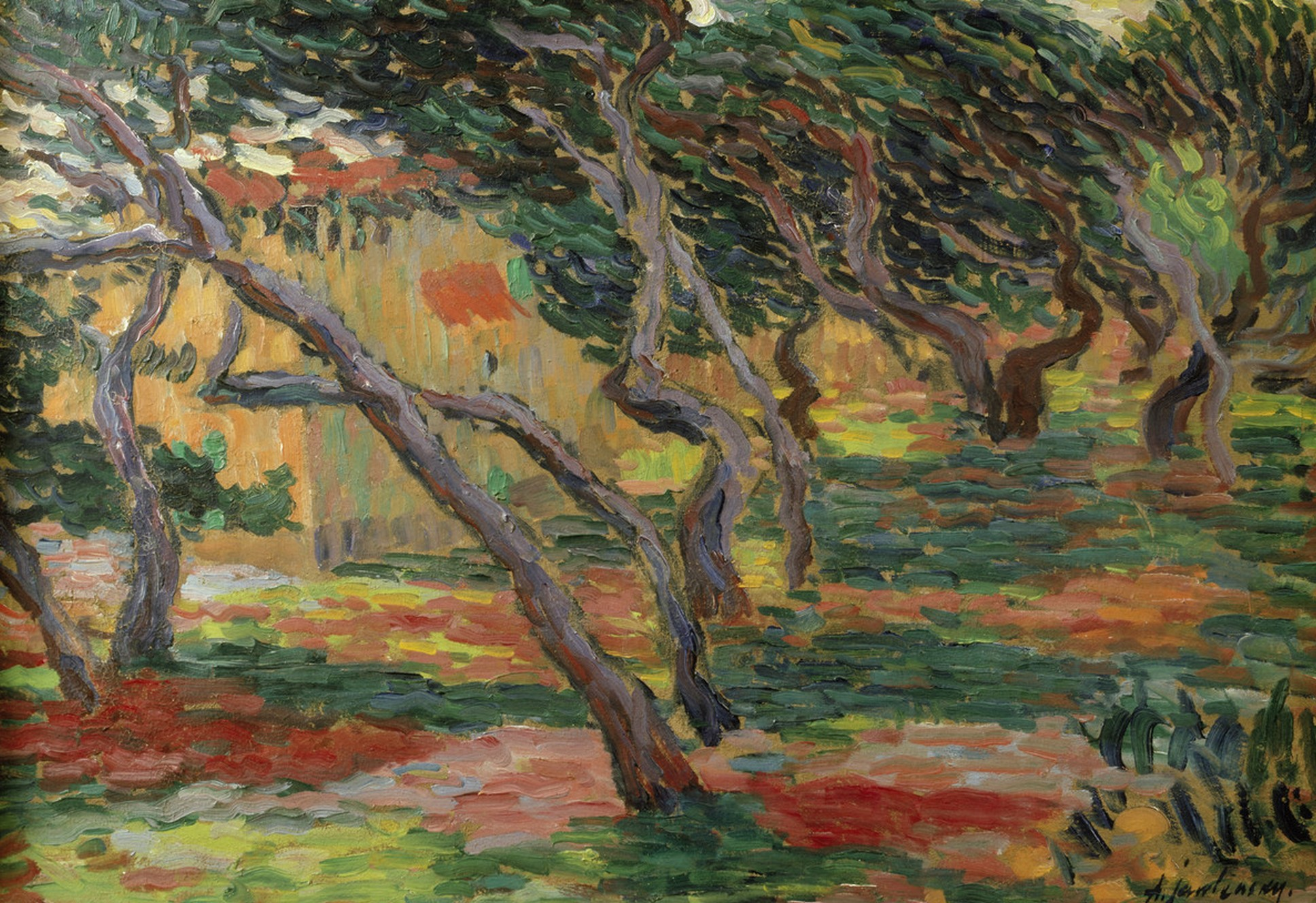
Olivenhain, Landschaft mit Straßen und Bäumen (1907), Musée Ludwig, Cologne
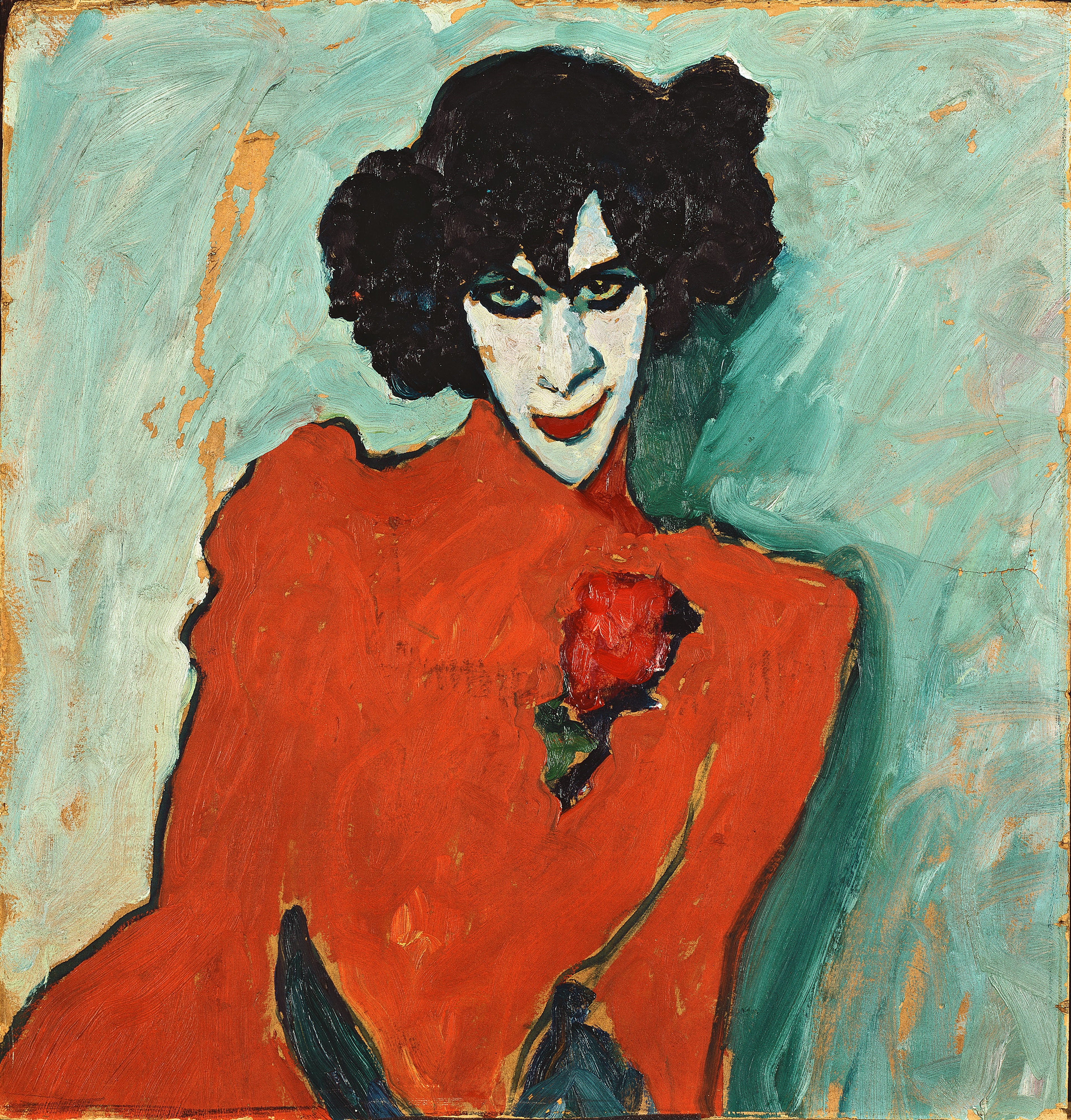
Portrait d'Alexandre Sakharoff (1909), Musée Lenbachhaus, Munich
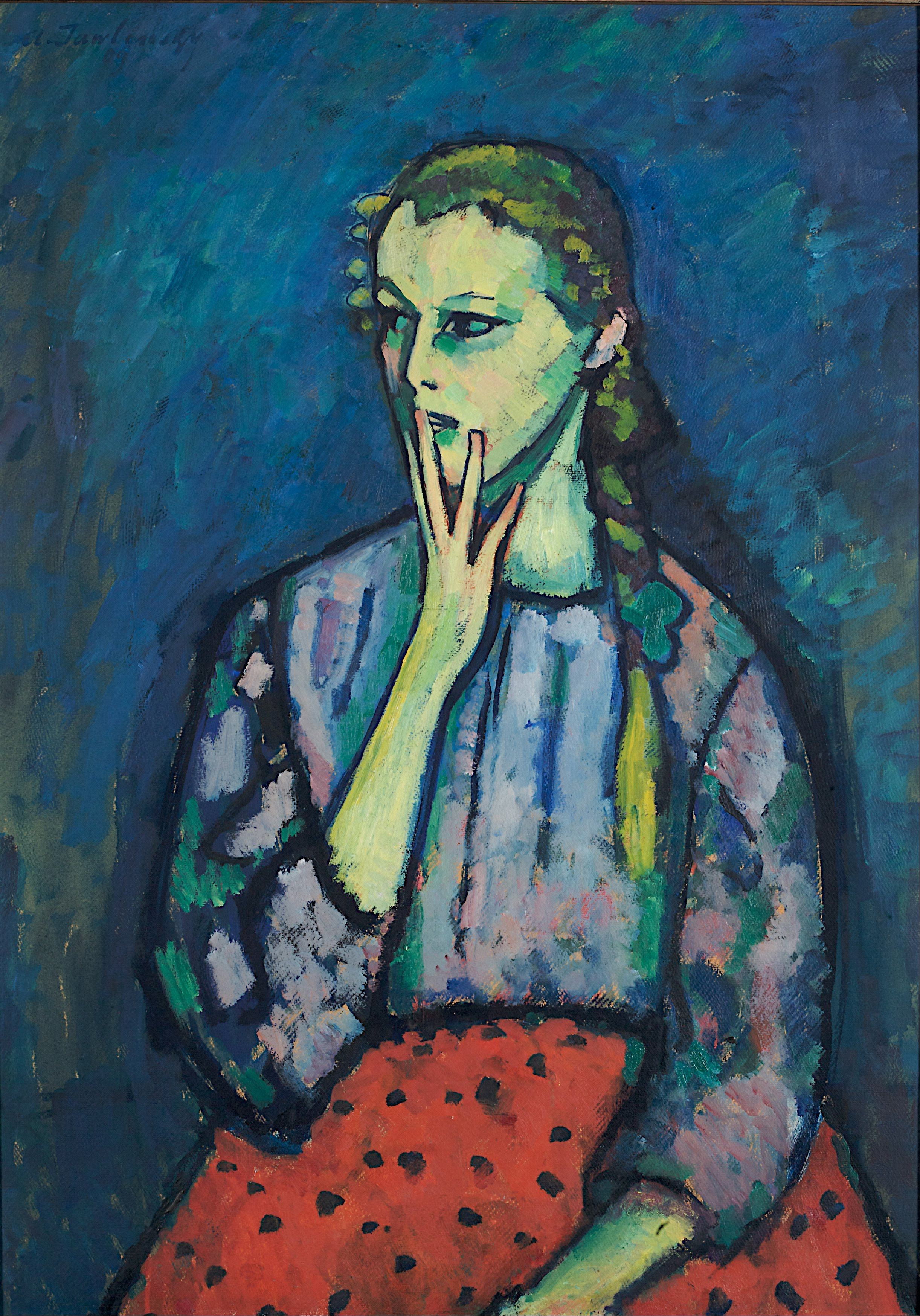
Portrait d'une jeune fille (1909), Museum Kunstpalast, Düsseldorf
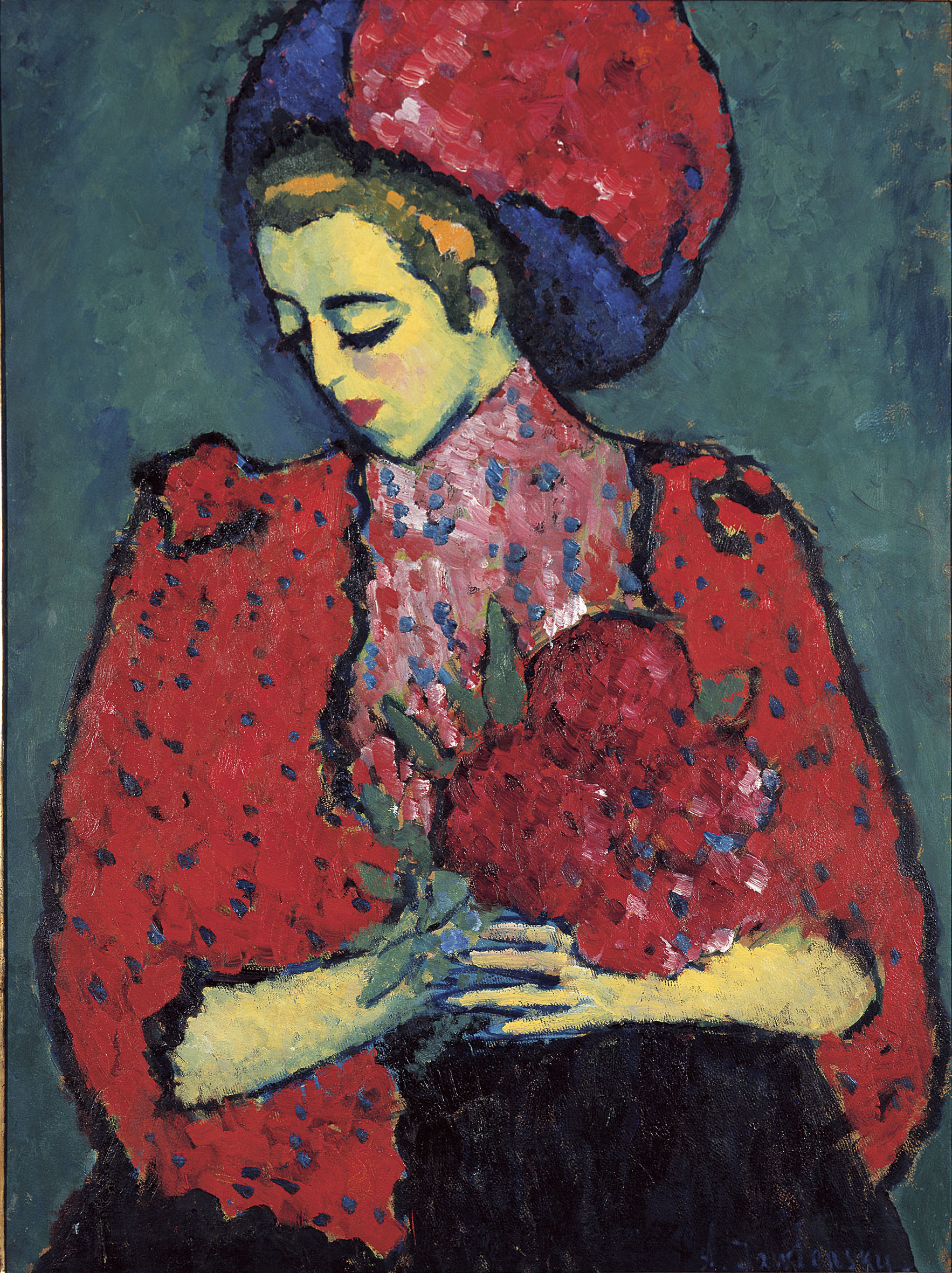
Junge Frau mit Paeonien (1909), Von der Heydt Museum, Wuppertal
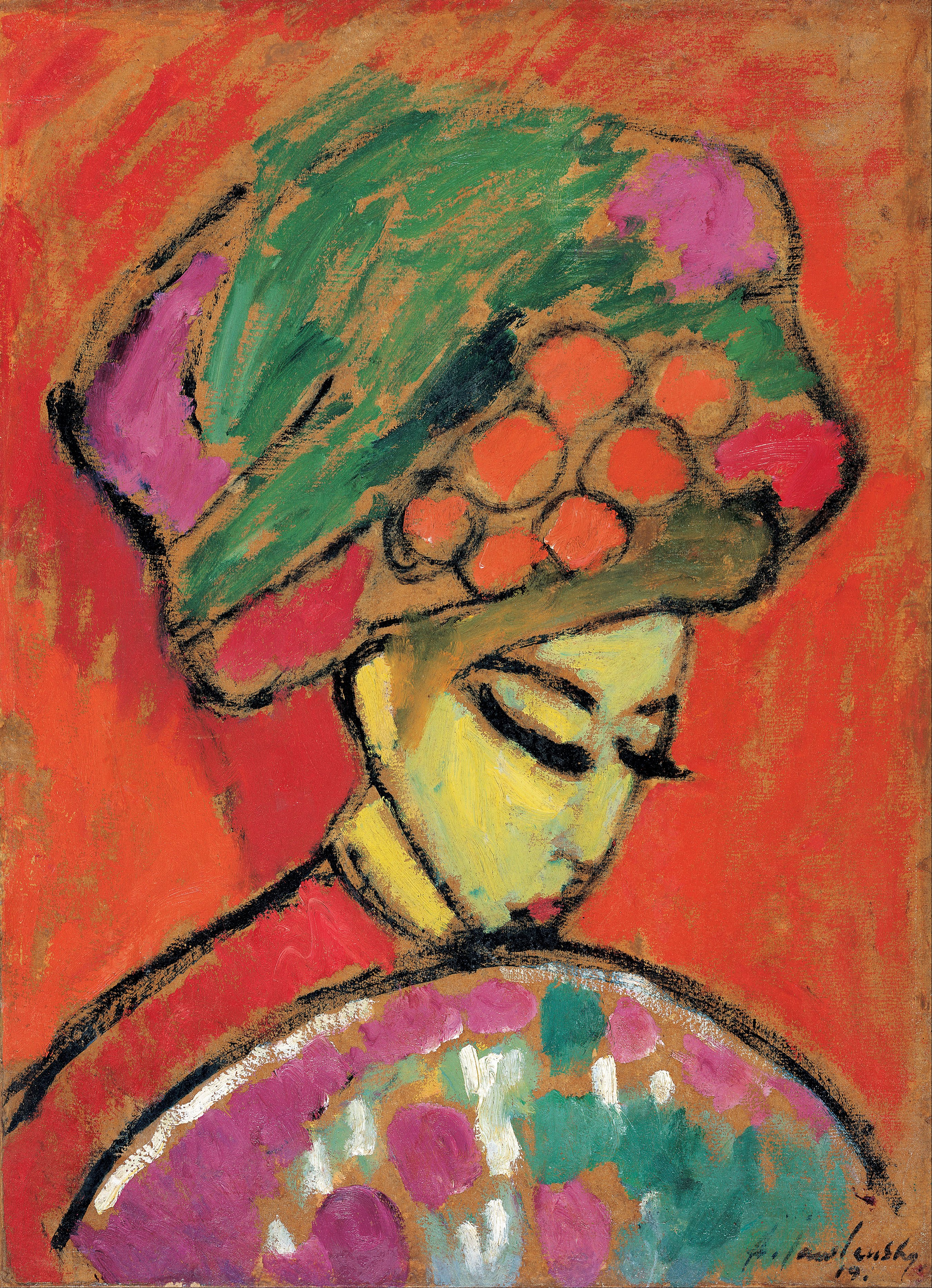
Junges Mädchen mit einem Blumenhut (1910), Musée Albertina, Vienne
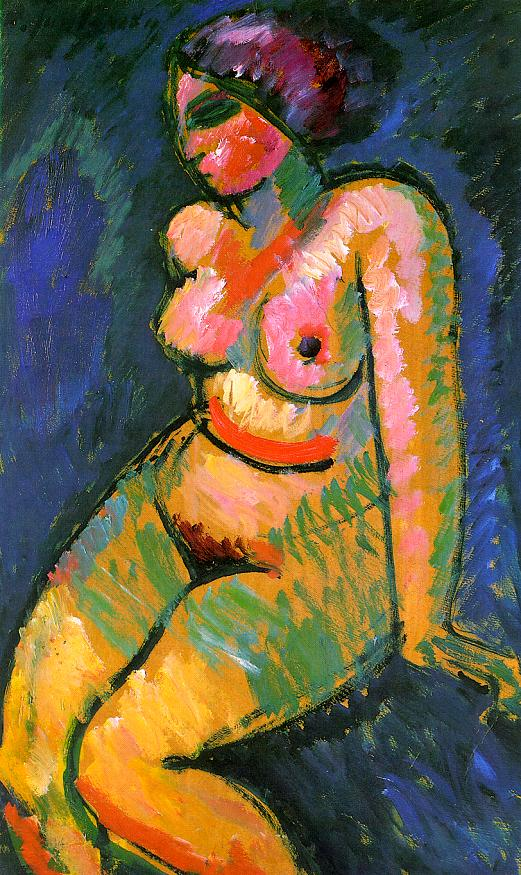
Sitzender weiblicher Akt (1910), Musée Lenbachhaus, Munich
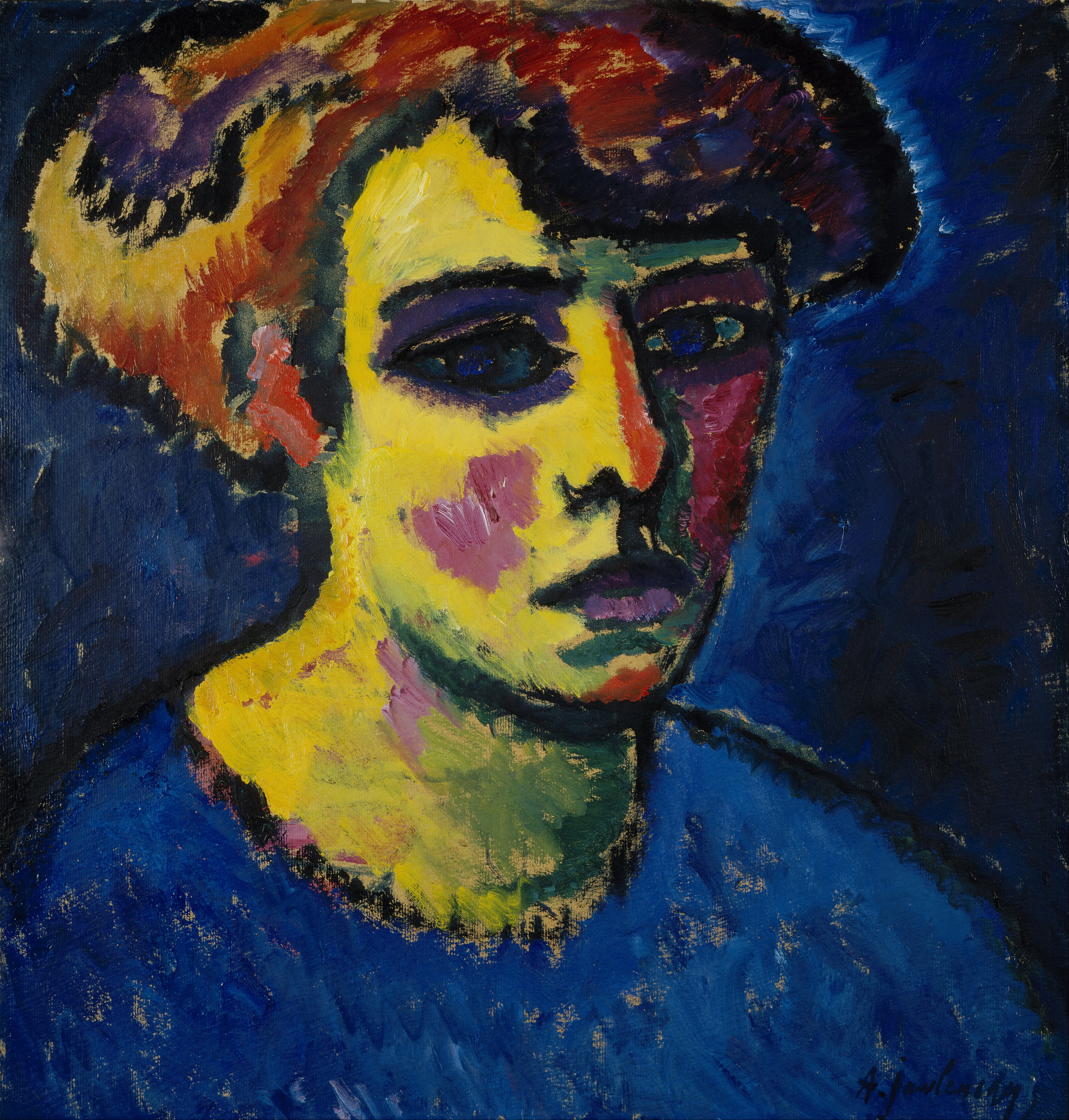
Frauenkopf (Tête de femme) (1911), Galerie nationale d'Écosse, Édimbourg
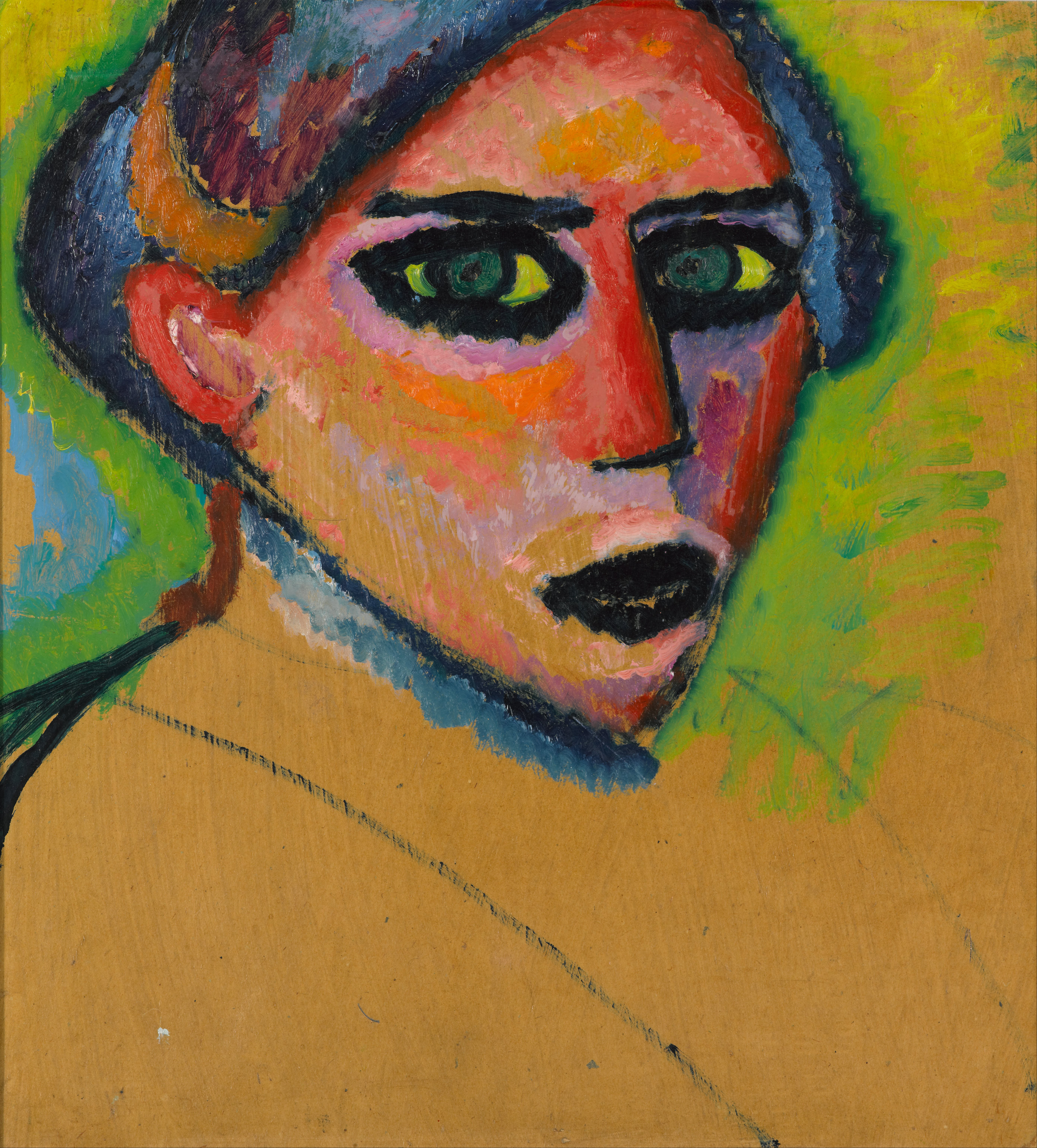
Visage de femme, (vers 1911), Musée municipal de La Haye, La Haye
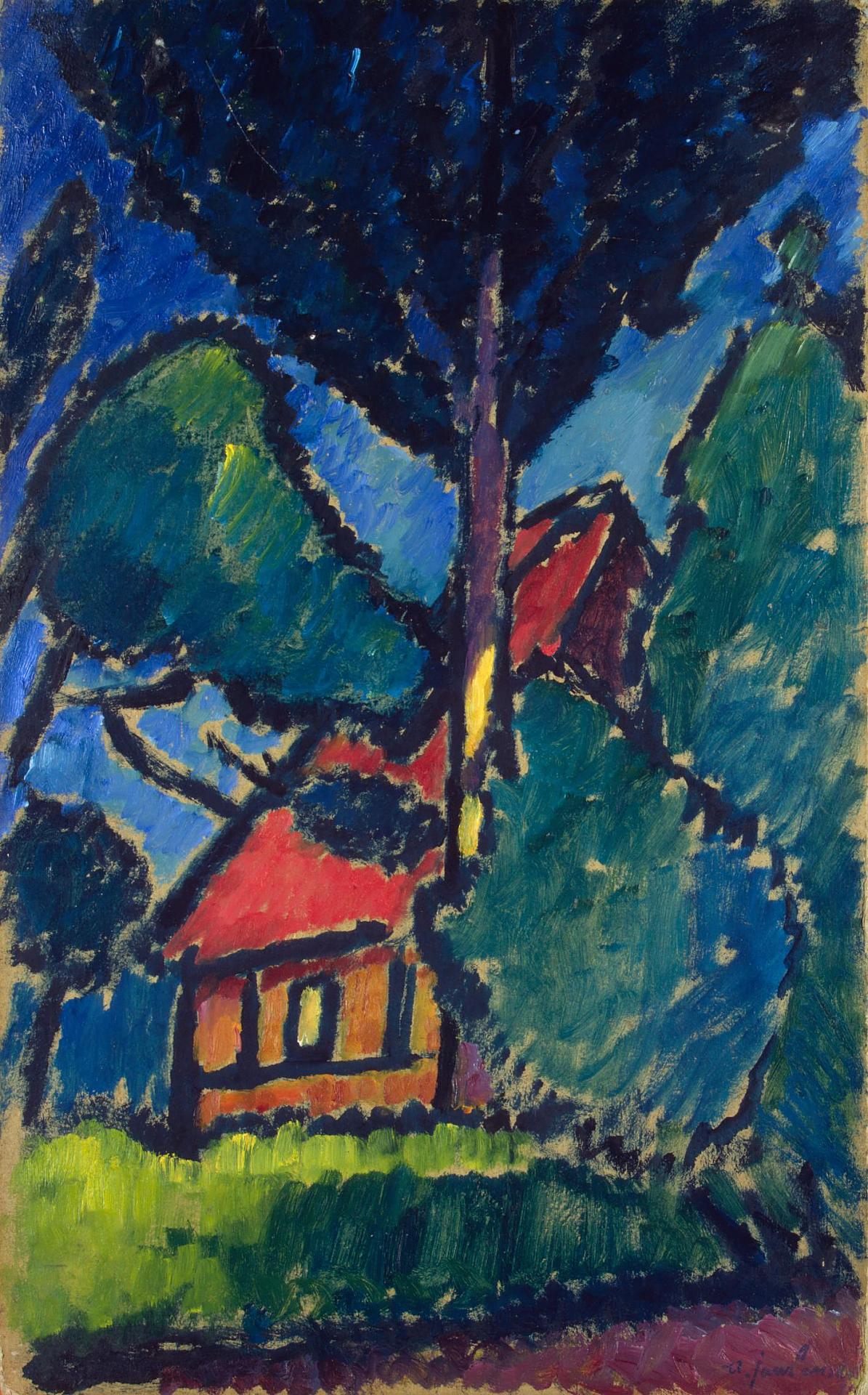
Landschaft mit rotem Dach, (vers 1911), Musée de l'Ermitage, Saint-Pétersbourg
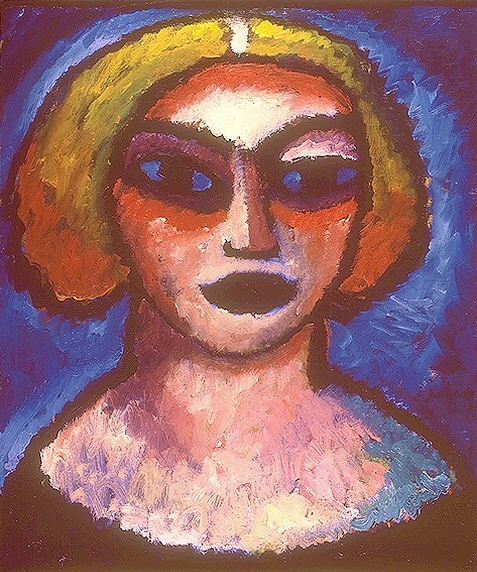
Tête de femme, (1912), Neue Nationalgalerie, Berlin
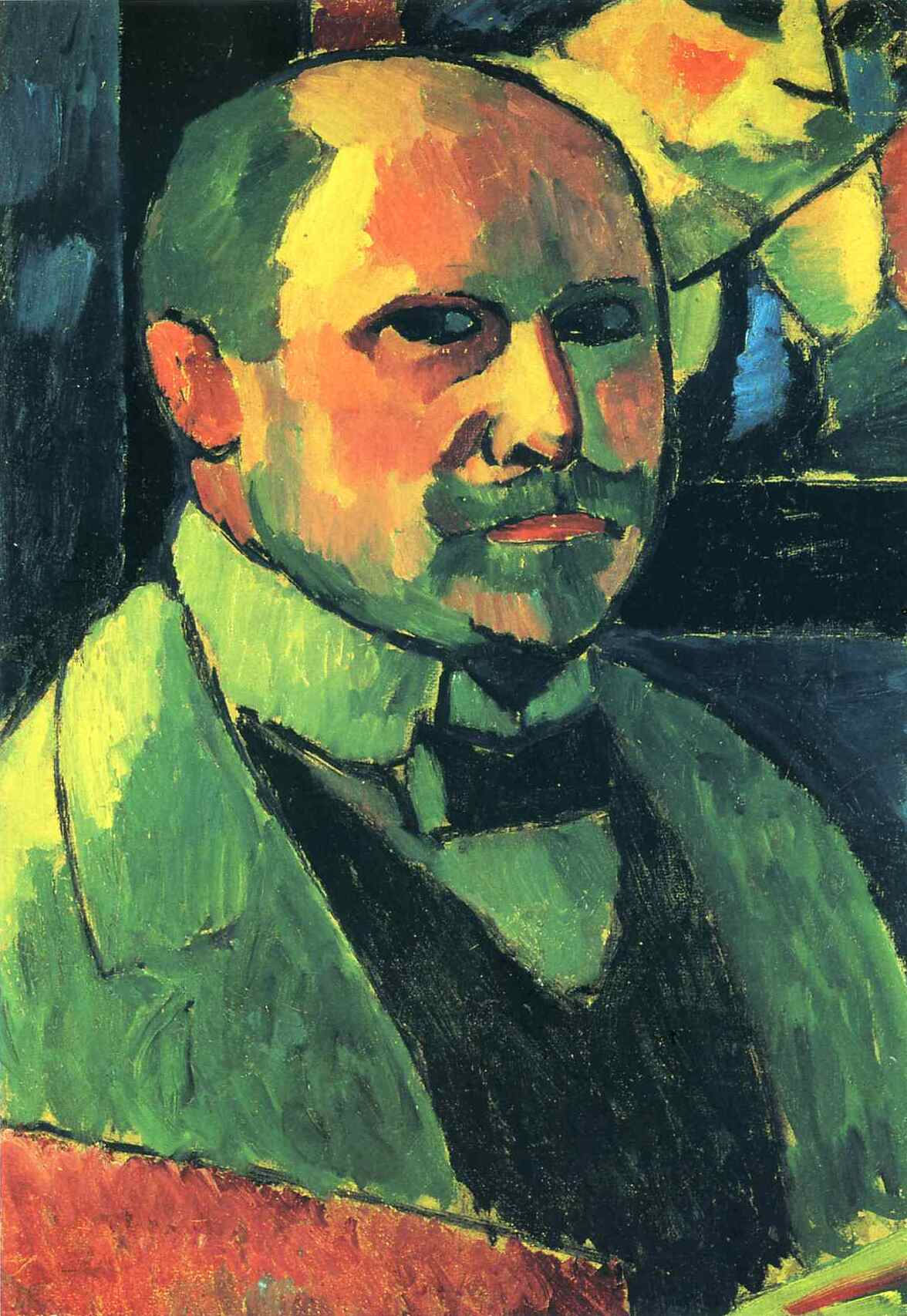
Autoportrait (1912), Österreichische Galerie Belvedere, Vienne
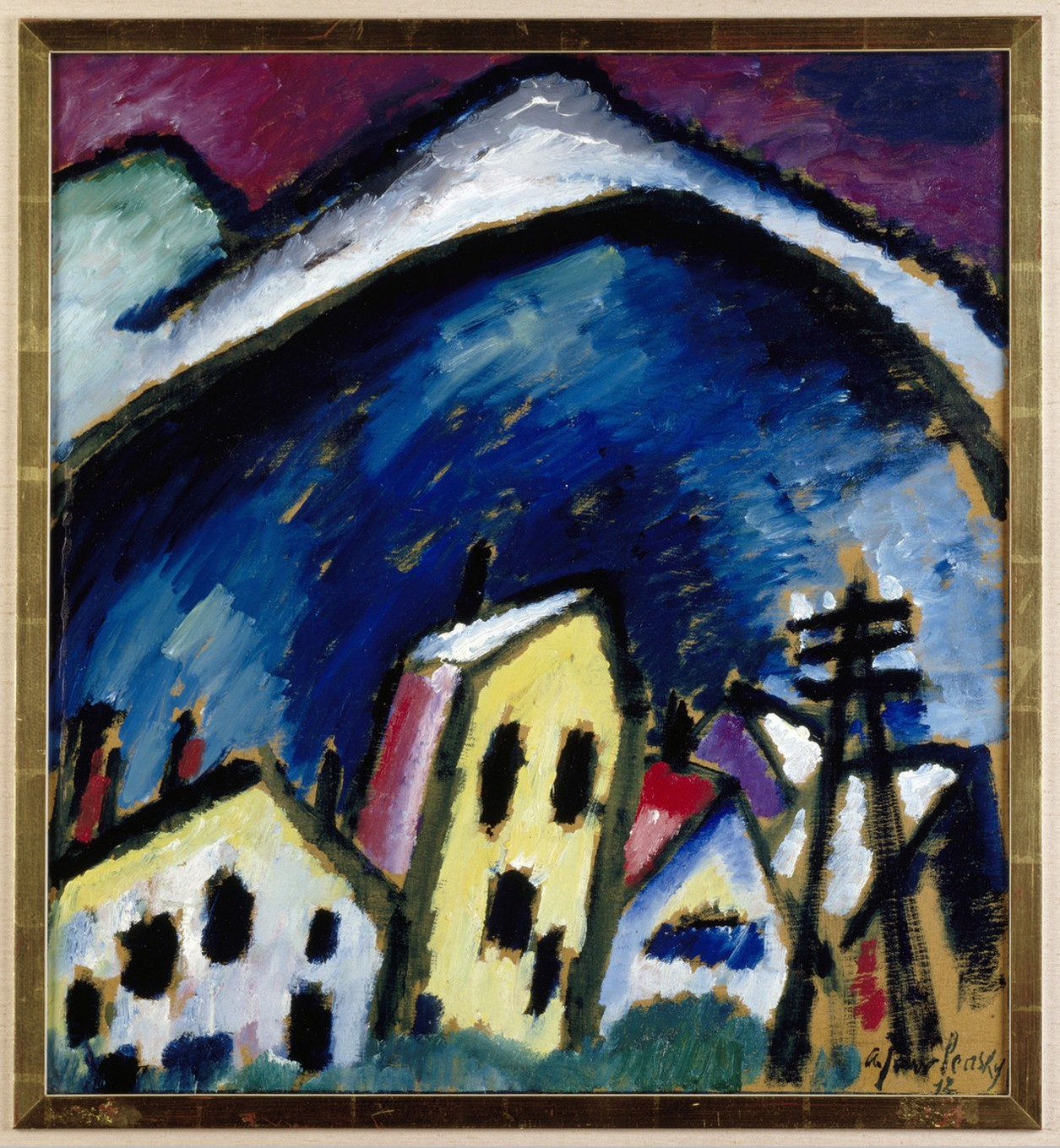
Oberstdorf (1912), Musée Ludwig, Cologne
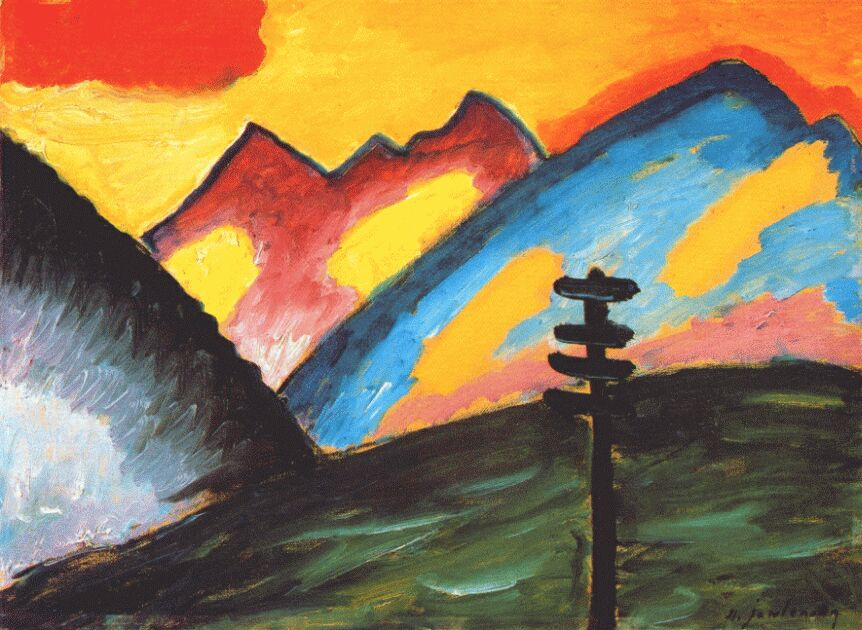
Einsamkeit (1912), Museum am Ostwall, Dortmund
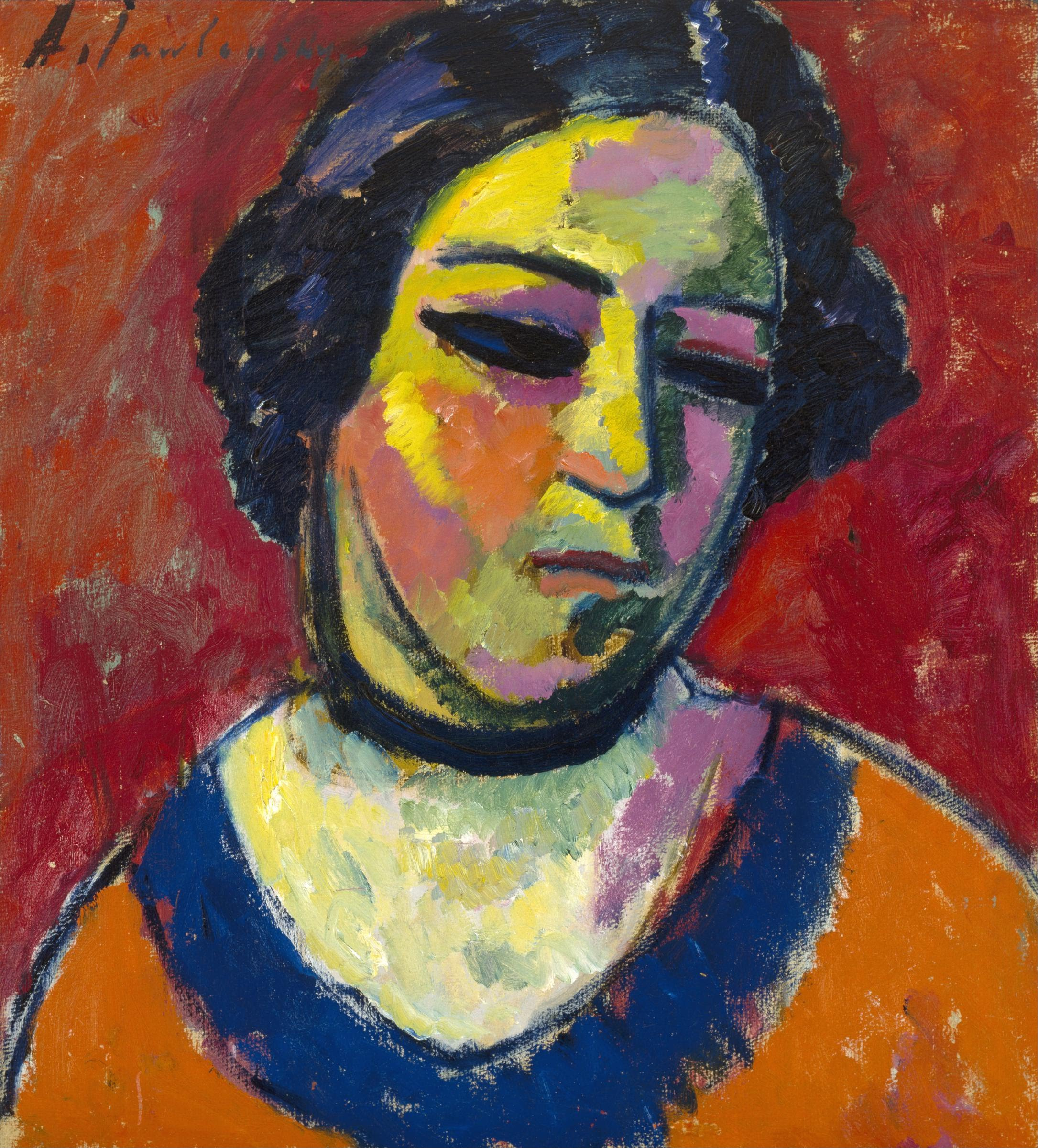
Portrait d'une femme (1912), Musée des beaux-arts de Houston, Houston
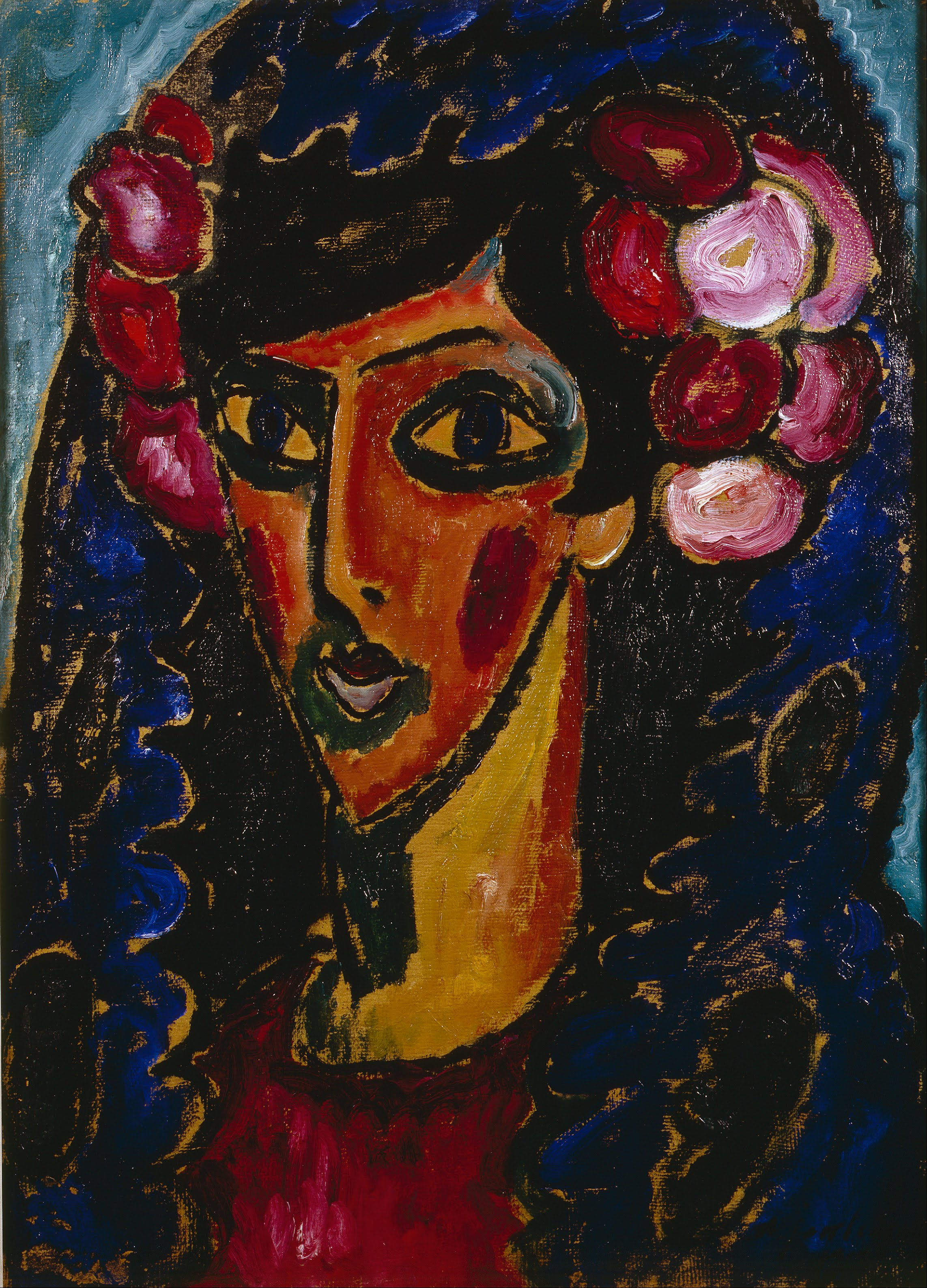
Die blaue Mantilla (1913), Musée d'Israël, Jérusalem
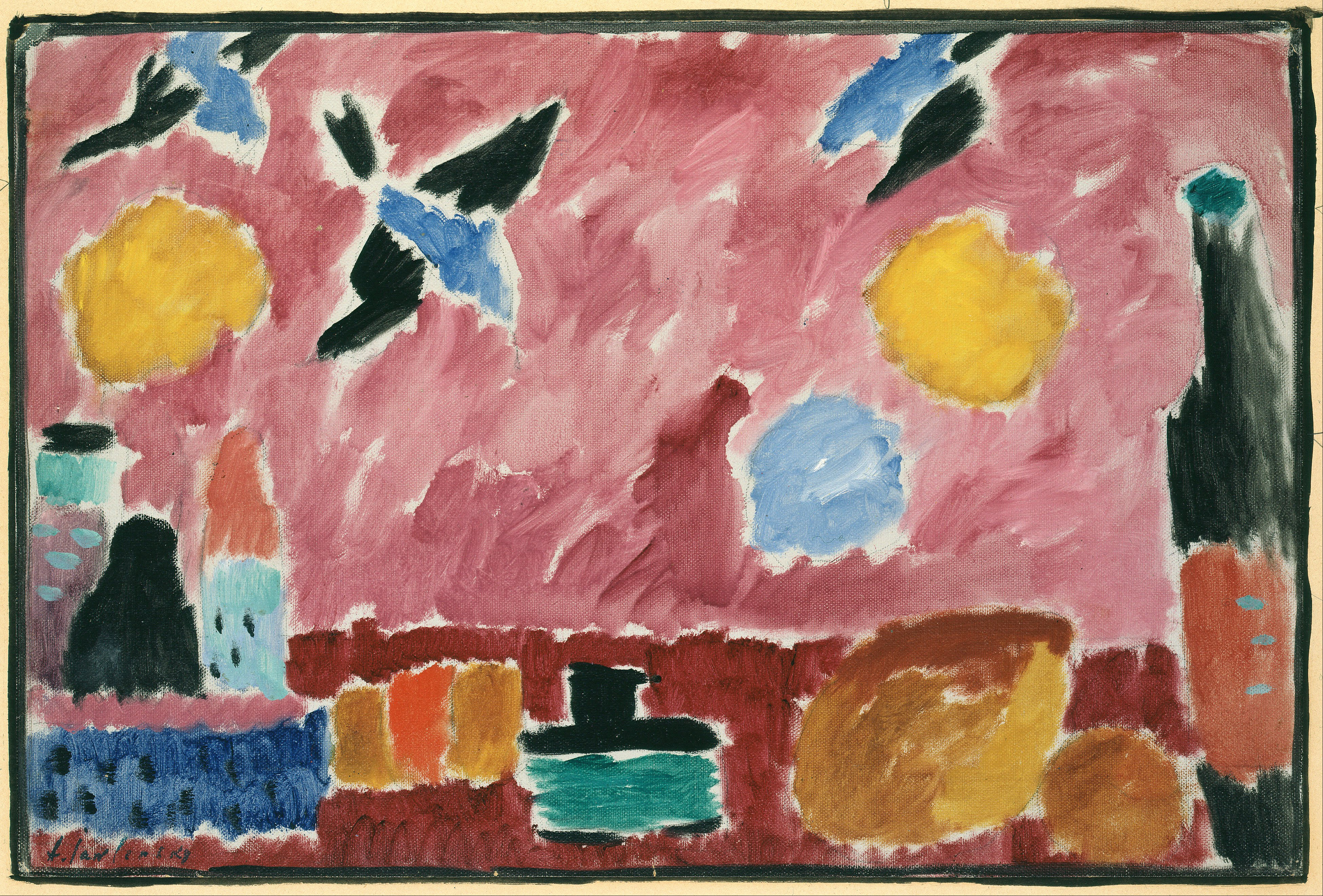
Nature morte avec bouteille, pain et papier peint rouge aux hirondelles (1915), Musée Albertina, Vienne
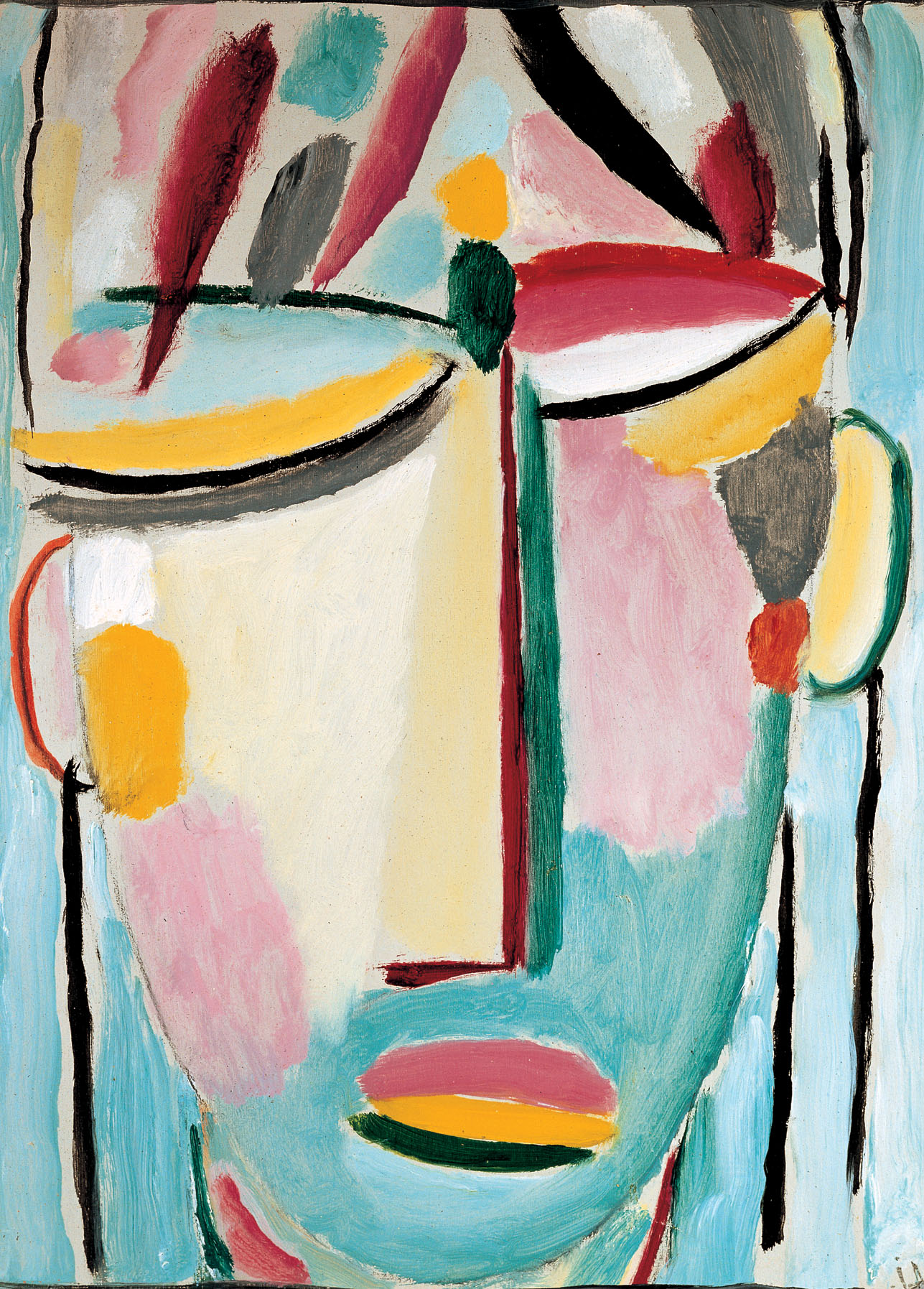
Heilandsgesicht, Der Tod II (vers 1919), Musée d'État de Poméranie, Greifswald

## Marché de l'art
Une famille bayonnaise, les Iguiniz, a vécu pendant plusieurs dizaines d’années avec un précieux tableau accroché chez elle. Le juif en prière, le tableau en question, a été peint en 1893. La toile avait été achetée dans les années 1950 par un médecin juif d'origine polonaise et collectionneur d'art, émigré en France dans les années 1920. Le tableau ayant été authentifié le 20 mai 2021 par la fondation Jawlensky, les héritiers du collectionneur ont décidé de mettre le tableau en vente aux enchères. Le tableau a été vendu le 19 novembre 2021 pour un montant de 180 000 €.

## Sources et bibliographie
- C. Weiler, Alexej Jawlensky, Cologne, 1959.
- Alexej Jawlensky, Musée des Beaux-Arts de Lyon, 1970.
- Alexej von Jawlensky, catalogue de l'exposition à Arles à l'Espace Van Gogh en 1993, éditeur Actes Sud,  (ISBN 2-7427-0024-2).
- Jawlensky / Werefkin, Catalogue de l'Exposition au Musée-Galerie de la Seita à Paris, 2000,  (ISBN 2-906524-74-3).
- Dr Tayfun Belgin, Pr Ralph Melcher, Jacqueline Munck, Andrei Nakov, Marc Restellini, Pr Raimund Stecker, Denise Wendel-Poray, Detmar Westhoff, Dr Roman Zieglgänsberger, Expressionismus & Expressionismi - Der blaue Reiter vs Brücke - Berlin-Munich 1905-1920, catalogue de l'exposition de la Pinacothèque de Paris, 2011, 376 p.  (ISBN 9782358670241)
- Itzhak Goldberg, Jawlensky ou le visage promis, Paris, Éditions L'Harmattan, coll. « Ouvertures philosophiques », 1998, 253 p. (ISBN 978-2-7384-6569-6),